# Mycetophagus intermedius
Mycetophagus intermedius es una especie de coleóptero de la familia Mycetophagidae.

## Distribución geográfica
Habita en Rusia.